# Foo-Fighter
Als Foo-Fighter bezeichnen die Ufologie und die Parawissenschaften Leuchterscheinungen, die vorgeblich während des Zweiten Weltkrieges von alliierten Flugzeugbesatzungen während ihrer Einsatzflüge beobachtet wurden. Der Begriff soll auf den US-amerikanischen Comic Smokey Stover – The Foolish Foo Fighter zurückgehen, nach anderen Quellen ist er eine Verballhornung bzw. ein Gallizismus des französischen Wortes feu für „Feuer“.

## Beschreibung
In den wenigen offiziellen Dokumenten werden die Foo-Fighter als faust- bis basketballgroße, hell leuchtende oder metallisch glänzende Objekte von weißer, gelblicher oder rötlicher Farbe beschrieben. Ihre Form schwankt – je nach Bericht – von kugelförmig bis scheibenähnlich. Es liegen Berichte über Tages- und Nachtsichtungen vor. Allen Angaben gemeinsam ist das überraschende Auftauchen und Verschwinden der Flugobjekte. In einigen Fällen sollen die Objekte Flugmanöver vollführt haben, die für die damaligen Verhältnisse ungewöhnlich und unerklärlich waren.

## Bekannte Sichtungen
Am 14. Oktober 1943 überflog eine Bomberstaffel der US-amerikanischen Eighth Air Force die Munitionsfabriken von Schweinfurt, um diese anzugreifen. Während der Angriffe beobachteten die Piloten eine Formation kleiner, schimmernder, scheibenförmiger Objekte, die plötzlich auftauchten, gemächlich dahinzogen und sich auf Kollisionskurs mit Flugzeug BF-026 befanden. Da der völlig überraschte Pilot nicht mehr ausweichen konnte, flog er mitten durch den Schwarm der unbekannten Flugobjekte hindurch. Zum Erstaunen aller Kampfteilnehmer erlitt das Flugzeug keinerlei Schaden, obgleich der Pilot von Aufprallgeräuschen berichtete. Nachfolgende Kampffliegerpiloten beobachteten merkwürdige, schwarze Trümmerteile, die langsam zur Erde sanken. Zwei weitere Kampfflugzeuge durchflogen die Formation ebenfalls, auch sie nahmen keinerlei Schaden.
In der Nacht zum 23. November 1944 überflog eine Crew des 415th Night Fighter Squadron den Rhein bei Straßburg an der französischen Grenze. Dort beobachtete die Crew in großer Entfernung etwa acht bis zehn orange leuchtende Kugeln am Himmel, die sie zunächst für besonders helle Sterne hielten. Doch kurz darauf überflogen die leuchtenden Kugeln das Flugzeug mit einer Geschwindigkeit, die der Pilot später als „einfach unglaublich“ beschrieb.
Ein dritter Bericht enthält eine detaillierte Beschreibung von Foo Fightern während einer Tagessichtung. Die Objekte seien etwa basketballgroß gewesen und hätten wie Kristallkugeln ausgesehen. Die Objekte seien den Flugzeugen gefolgt und hätten sie begleitet, als seien sie magnetisiert gewesen. Bald darauf hätten die Objekte, ganz wie gewöhnliche Flugzeuge, einfach abgedreht und seien davongeflogen.

## Untersuchungen und Theorien
Da zunächst Berichte über „Foo Fighters“ nur von US-amerikanischer Seite vorlagen, glaubte die US Air Force, die geheimnisvollen Objekte seien eine Art neuer Geheimwaffe der deutschen Luftwaffe oder der japanischen Kampfpiloten. Schon bald stellte sich heraus, dass auch die jeweilige Gegenseite von geheimnisvollen Erscheinungen zu berichten wusste. Deutsche Piloten beschrieben orangefarbene „Feuerbälle“, die ihre Flugzeuge begleiteten und oft sogar mit hoher Geschwindigkeit umkreisten. Japanische Piloten beobachteten ebenfalls merkwürdige Leuchtobjekte. Jede Kriegsseite bezichtigte den jeweils Anderen, für die Phänomene verantwortlich zu sein.
Im Laufe der Jahre haben Physiker, Ingenieure, Meteorologen und Ufologen verschiedenste Theorien vorgetragen, die die Herkunft und Natur der Foo Fighter erklären sollen. Einer gängigen These zufolge soll es sich um Kugelblitze und Sprites gehandelt haben. Physiker und Ufologen werfen jedoch ein, dass die meisten der gesichteten Objekte regungslos schwebten, bei klarem Himmel auftauchten und/oder intelligente Flugmanöver vollführten. Dies stünde in klarem Widerspruch zum typischen Verhaltensmuster von Kugelblitz-Beobachtungen. Auch die Langlebigkeit (bis zu zwanzig Minuten) widerspricht einem natürlichen, elektrischen Phänomen wie den Sprites. Anhänger der Theorien über außerirdisches Leben sehen in den Foo Fighters typische Ufo-Beobachtungen, obwohl bereits die zeitgenössischen Quellen dies nicht hergeben oder sogar anzweifeln.